# Якобсгавн (льодовик)
Льодовик Якобсгавн (гренл. Sermeq Kujalleq, дан. Jakobshavn Isbræ) — великий вивідний льодовик у Західній Гренландії. Розташований поблизу гренландського міста Ілуліссат і закінчується в Ілуліссатському фіорді.
Льодовик Якобсгавн дренує 6,5% льодовикового покриву Гренландії і виводить близько 10% всіх айсбергів Гренландії. Близько 35 мільярдів тонн криги щорічно скидається у фіорд. Айсберги, що відколюються від льодовика, часто настільки великі (до кілометра), що не можуть плавати по фіорду і лежать на дні його мілководних ділянок, іноді роками, доки вони частково не розтануть для подальшого дрейфу. Досліджений протягом 250 років, льодовик Якобсгавн допоміг розробити сучасне розуміння зміни клімату і гляціології льодового шару.
Ілуліссатський фіорд було оголошено Всесвітньою спадщиною ЮНЕСКО в 2004 році.
Площа сточища — 63,3 до 98,8 тис. км². Має середню товщину 680 м та ширину 7500 м. Швидкість льодовика Якобсгавн коливалася між 5700 і 12,600 метрів на рік в 1992 — 2003 роках. 

## Цікавинки
Айсберг, з яким зіткнувся Титанік в 1912 році, ймовірно, був походженням з Якобсгавн.